# Mysidia varia
Mysidia varia är en insektsart som beskrevs av Broomfield 1985. Mysidia varia ingår i släktet Mysidia och familjen Derbidae. Inga underarter finns listade i Catalogue of Life.